# Museo Diocesano y Catedralicio de Lugo
El Museo Diocesano Catedralicio de Lugo es un museo situado en Lugo, Galicia, que acoge piezas de distinto interés, sobre todo de carácter religioso.

## Descripción

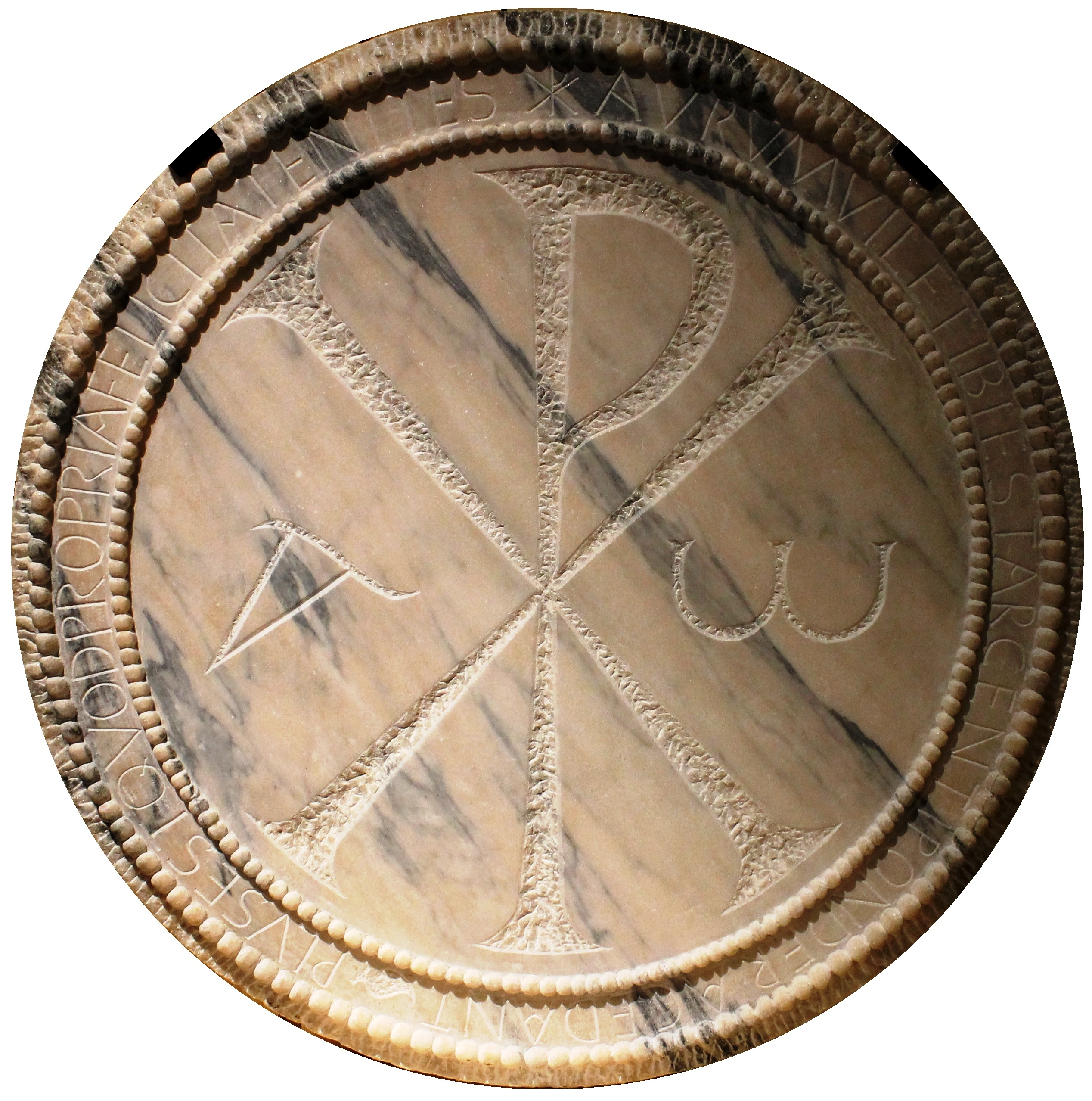
Réplica del Crismón de Quiroga, del, procedente de la iglesia de Santa María de la Ermita (Quiroga), expuesto en el Museo Diocesiano y Catedralicio de Lugo.

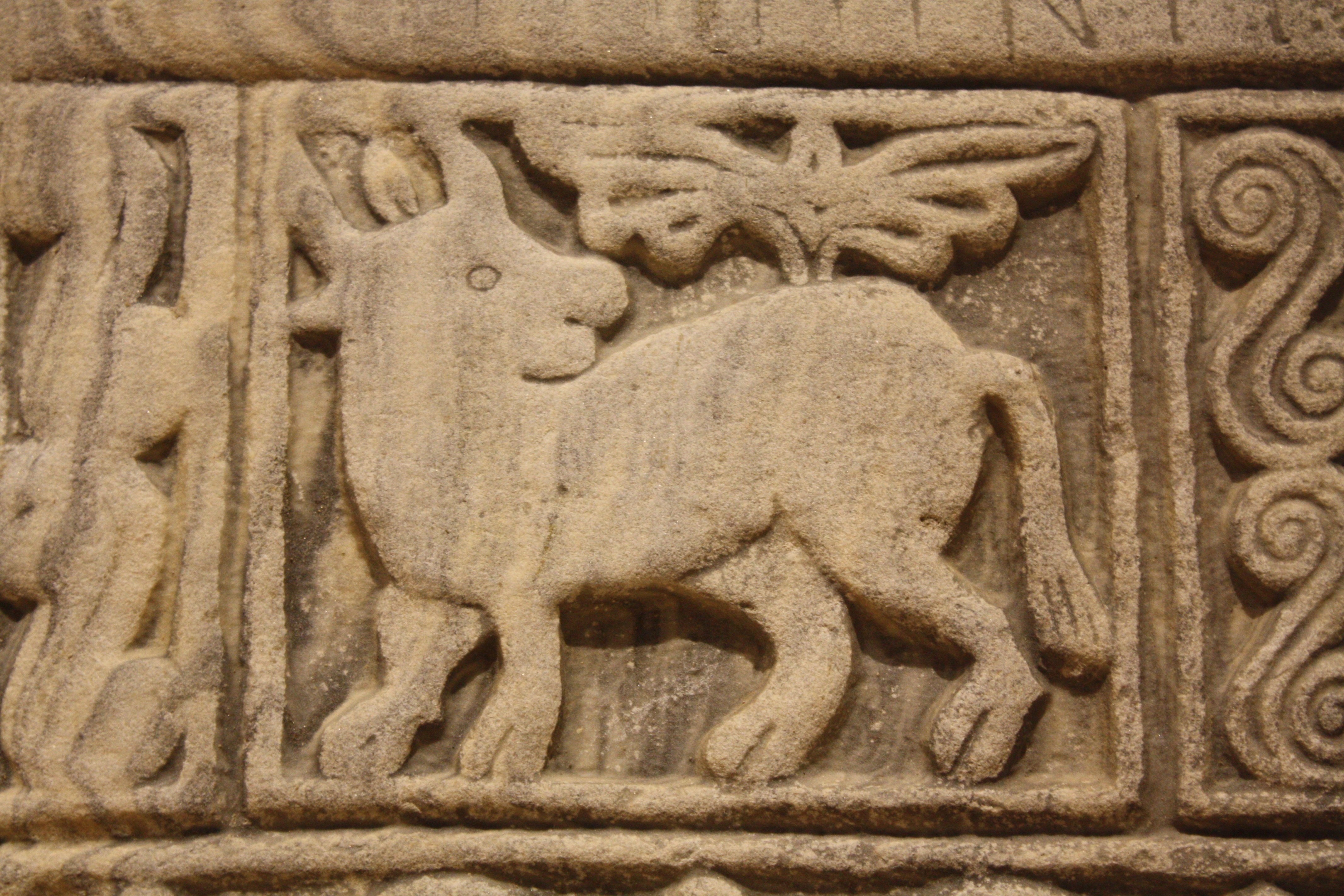
Cancela de Saamasas

El Museo Diocesano Catedralicio de Lugo se localiza dentro de la catedral de Lugo. Fue fundado en 1918 por el sacerdote Alfredo Lorenzo López. Se accede al mismo a través de la Fachada del Buen Jesús (plaza de Pío XII) o del claustro proyectado por Fray Gabriel de las Casas y ejecutado por Fernando de Casas Novoa entre 1708 y 1714. El museo está dividido en siete secciones y se distribuye por el triforio de la catedral y la Sala Capitular. En el museo se exponen más de seiscientas piezas de diverso carácter e interés. Las más importantes y conocidas son el Crismón de Quiroga de comienzos del siglo V, el Cancel de Saamasas, del siglo VII, el cáliz gótico del Obispo Baamonde, el cuadro de la Presentación de Jesús en el templo de Zacarías González Velázquez (depósito del Museo del Prado) o la custodia donada por el obispo Diego Castejón Fonseca en 1636.
La primera sección del museo lleva por título Ars Picta y acoge la colección de pintura, la cual se distribuye por la Sala Capitular y la antesala del archivo, destacando sobremanera el cuadro del Deán Manuel Fernández Varela. El resto de secciones se ubican en el triforio, siendo la primera "Los Orígenes", donde se evoca el pasado como museo arqueológico de esta institución, incluyendo entre la colección una antigua tumba de la época del Imperio Romano localizada en Lugo.
La tercera sección, "La obra de Dios" incluye entre sus piezas el Crismón de la iglesia da Ermida de Quiroga o el Cancel de Saamasas, constituyendo un punto clave de la exposición. Tras ella se puede contemplar de una vista de la basílica en la cuarta sección, "Del nuevo templo al templo del medievo", incluyendo aquí piezas como una efigie de San Capito, primer Obispo de Lugo.
La sección de platería del museo lleva por título "Hoc hic mysterium", incluyendo la custodia de Castejón Fonseca (siglo XVII) o el cáliz del obispo Francisco Delgado (siglo XVI).
La sección "Ad Sanctos" exponen imágenes lígneas de Santiago Apóstol, San Sebastián, San Capito, San Pedro o San Froilán, incluyendo también piezas de uso litúrgico de diversos materiales, desde esta sección se puede admirar la bóveda de la capilla Mayor de la catedral.
La última sección se centra en las imágenes marianas y lleva por título "Da que Deus mamou leite", ubicada bajo la torre norte de la catedral de Santa María de Lugo.
El Museo Diocesano estaba ubicado originalmente en el Seminario de Lugo, en la década de los 90 del siglo XX la colección fue trasladada a la catedral de Lugo, donde se unieron las colecciones Diocesanas y Catedralicias. Después de tres años de reformas este museo reabrió en 2017 con una nueva propuesta museográfica.